# Atigun Pass

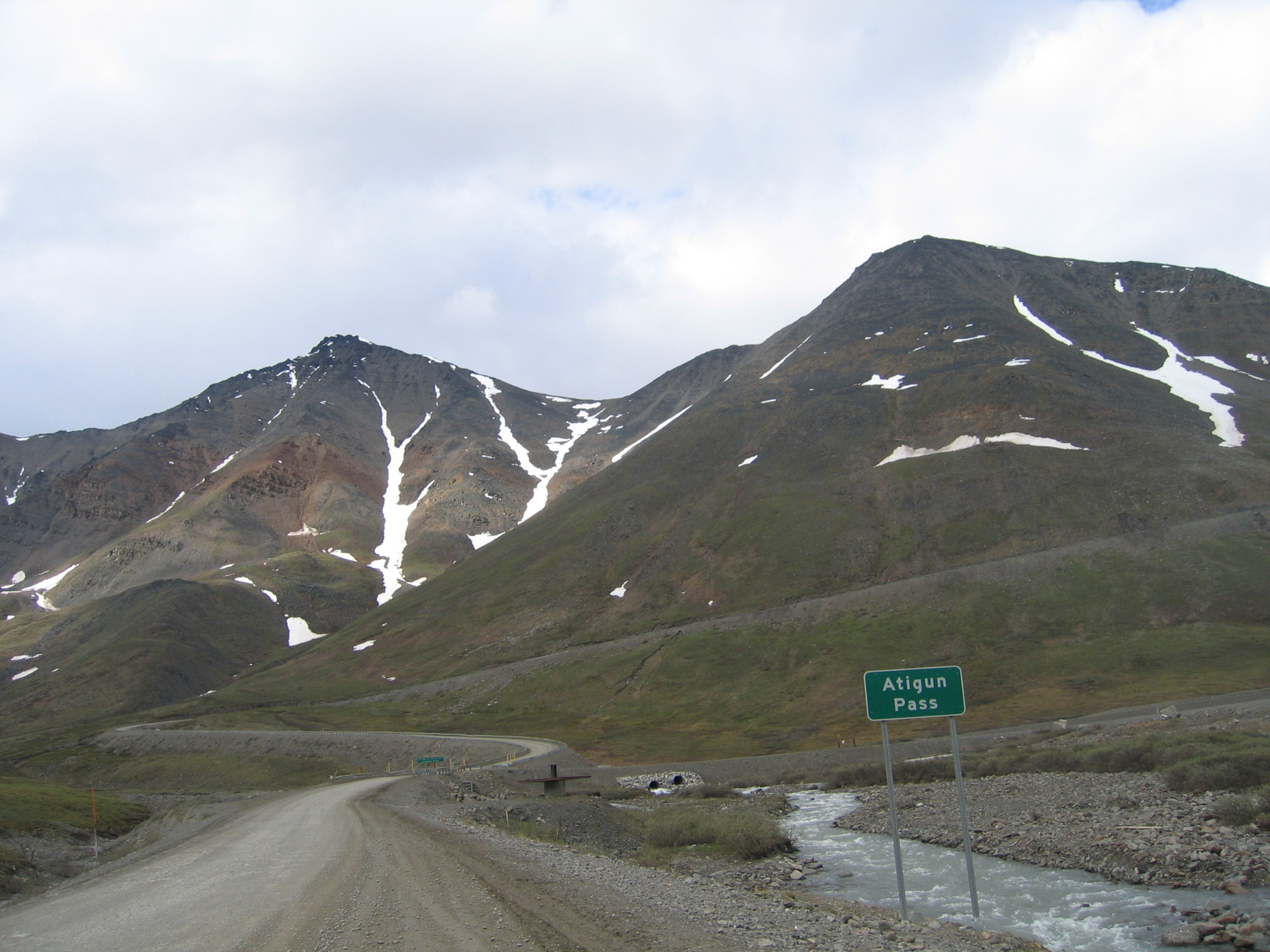
silnice v Atigun Pass

Atigun Pass je vysokohorský průsmyk v pohoří Brooks Range na Aljašce, který se nachází na čele Rietrich River v nadmořské výšce 1444 m. Průsmyk je místem, kde Dalton Highway překračuje Kontinentální předěl (na míli 244) a je nejvyšším průsmykem na Aljašce, který je udržován po celý rok.
Průsmyk je často uváděn ve třetí a čtvrté sezóně reality show Trucky na ledu kanálu History Channel, která se zaměřuje na jízdy řidičů kamionů na aljašské Dalton Highway.